# 허혁 (정치인)
허혁(許䓇, 1912년 6월 23일~1999년 4월 28일)은 대한민국의 정치인이다. 제5대 국회의원을 지냈다.

## 역대 선거 결과
|  | 52.63% |

|  | 9.34% |